# Chicagos kvindelige Mestertyv
Chicagos kvindelige Mestertyv er en amerikansk stumfilm fra 1919 af Tod Browning.

## Medvirkende
- Priscilla Dean som Blue Jean Billie
- Thurston Hall som Algernon P. Smythe
- Milton Ross som Wood
- Sam De Grasse som Shaver Michael
- Jean Calhoun som Muriel Vanderflip